# Силикатне алге
Силикатне алге или дијатомеје (Bacillariophyta) су добиле назив по силикатним творевинама које стварају у циљу заштите.

## Типови грађе
То су једноћелијски и колонијални организми. Колоније могу бити различитих облика: лепезасте, врпчасте, тракасте, звездасте, а по типу су отворене. Ћелије које их чине повезане су израштајима налик на бодље или зупце или су спојене галертом. Велики број представника излучује галерту. Излучују је кроз посебно диференциране поре на једном од крајева ћелије. Излучена галерта може имати облик дршке или постоља, цеви или врећице, а и не мора да има посебан облик. Преко ње се алге утврђују за подлогу. Галертна маса у облику дршке може да има знатну чврстину и на њеном врху су ћелије. При деоби тих ћелија излучују се нове галертне дршке које се спајају са старим и ствара се разграната колонија (Gomphonema, Licmophora).

## Величина
Попут појединачних једноћелијских представника и колоније су микроскопски ситне.

## Грађа ћелије
Посебно својство ових алги је што се њихов протопласт налази у дводелном силикатном панциру сложене грађе (назива се још и тека). На површини протопласта налази се плазмалема која тесно приања уз панцир и кроз отворе на њему продире у његову унутрашњост. Код већине представника цитоплазма се у виду танког слоја налази у периферном делу ћелије, док средину заузима крупна вакуола. Некада је та вакуола подељена на два дела цитоплазматичним мостићем. У цитоплазми је једно лоптасто једро са једним или више једараца и ситним хроматинским зрнцима. У цитоплазми се налазе и хлоропласти који могу бити плочасти (тада их је један или два) или сочивасти (тада их је више). У строми хлоропласта су ламеле које граде по три тилакоида које опасује један периферни тилакоид. Пигменти, хлорофил а и с, каротени и ксантофили овим алгама дају различте боје: жутозелену, маслинастозелену или светломрку. Посебно је карактеристичан пигмент из групе ксантофила, дијатомин који је по хемијском саставу близак фукоксантину мрких алги, што доводи у везу ове две групе алги. Резервне супстанце ових алги су уља, волутин и хризоламинарин.

## Панцир
Панцир или тека (лат. theca — кутија) се састоји из два неједнака дела који се преклапају (као поклопац преко кутије). Већи део је епитека, а мањи хипотека. На сваком од њих се разлику валва (епивалва или хиповалва), односно љуска и плеура (појас) које су чврсто срасле. Код неких врста епивалва и хиповалва се разликују по грађи. Валве појединих врста се разликују по изгледу (могу бити округле, елиптичне, јајасте, ромбичне, троугласте...). Уопште, структура панцира је специфична за поједине врсте па се користи при детерминацији силикатних алги. Код неких врста између валви и плеура образују се допунски (међу)појасеви који се називају копуле или споне. По свом облику и грађи су различити код појединих родова. На њима се налазе израштаји (септе или дијафрагме) паралелне површини валва. Међупојасеви повећавају површину ћелије и доприносе њеном растењу.
На панциру се под електронским микроскопом уочавају поре и ареоле. Поре су просте или разгранате и на оба краја отворене. Ареоле су мали отвори правилно распоређени, прекривени на једном или оба своја краја велумом. Велум је танка силикатна опна са једним већим (форамен) или више мањих отвора. Преко отвора алга комуницира са спољашњом средином и њихов број и распоред су обележје појединих родова и врста. Прогресивна карактеристика која је присутна код неких силикатних алги (Pennatophyceae) је постојање шава. Шав или рафа је краћа или дужа пукотина на валви, а има улогу у кретању алге и комуникацији са спољашњом средином.

## Симетрија
Симетрија панцира такође има значај при класификацији силикатних алги. Панцир може бити радијално (класа Centrophyceae) или билатерално симетричан (класа Pennatophyceae). То се одређује према осама и равнима симетрије којих има по три (уздужна, попречна и централна, односно валвална).

## Типови исхране
Већина врста су аутотрофи, неке су миксотрофи, а има и хетеротрофа са безбојним пластидима.

## Размножавање
Вегетативно се размножавају деобом, тако што се осим ћелије и панцир дели у зони појаса (по валвалној равни). Једна новонастала ћелија добија епитеку, а друга хипотеку. Међутим, код обе тај део панцира постаје епитека и оне морају да створе хипотеку. То значи да две новонастале ћелије међусобно неће бити једнаке. Она која је добила хипотеку од мајке ћелије биће мања. Следећа која од ње добија биће још мања и све тако док ћелија не достигне критично малу масу када више није способна да живи.
Полно се размножавају изогамијом, хетерогамијом и оогамијом. Ове алге прибегавају полном начину онда када величина ћелија у популацији достигне сувише малу величину, мада је почетак полног процеса и у вези са старењем ћелија и спољним еколошким факторима. Силикатне алге су диплоидни организми. Одликују се гаметском сменом једрових фаза, што значи да редукционим деобама једра настају гамети. Након оплођења настаје зигот који се увећава и прелази у ауксоспору која се јавља само код силикатних алги. Ауксоспора нема силифициран панцир већ на својој површини ствара перизонијум од пектина који јој дозвољава да расте (отуда и назив споре, gr. aukso значи растем). Када довољно израсте у њој се ствара нова ћелија алге.
Бесполно се размножавају морске планктонске алге које образују трајне споре (статоспоре, ендоспоре, цисте) у својим вегетативним ћелијама. Оне имају панцир, али без појаса и расту слично ауксоспорама.

## Станиште
Има их или у морима или у слатким водама (ретко која врста може да живи и у једним и у другим), што је њихово основно станиште, али их има и на влажном земљишту, у стенама (ендолитски облици), чак и снегу и леду. Веома су осетљиве на салинитет, хемијски састав воде, температуру и светлост. Зато су одлични биоиндикатори.

## Начин живота
Најзаступљеније су у планктону и бентосу. Прилагођеност планктонских облика се огледа у томе да садрже капљице уља (које је специфично лакше од воде), имају галертни омотач и/или карактеристичан облик тела. да би се одржале на површини воде, увећавају своју површину и удруживањем у колоније. Бентос је ипак богатији врстама силикатних алги. Велики број врста се активно креће по дну, а неке се утврђују за подлогу галертним омотачем. Неке, посебно неколонијалне су епифити (Cocconeis pediculus).

## Значај
Значајне су као продуценти органског материјала и кисеоника и почетна су карика у ланцу исхране пре свега водених екосистема. За водене животиње оне представљају квалитетну храну јер садрже витамине, протеине и масти. Због своје осетљивости на поједине еколошке факторе, важни су биоиндикатори. Бентосни облици који се причвршћују галертним омотачем за подлогу доприносе везивању супстрата (песка на пример). Панцири угинулих алги падају на дно и стварају дијатомејски муљ. Моћне наслаге овог муља познате су из терцијера и квартара. Овај материјал сачињен углавном од силицијум-диоксида је лак, растресит и шупљикав и налази примену у грађевинарству, прехрамбеној и другој индустрији.

## Еволуција и филогенија
С обзиром да су од њихових силифицираних панцира често настајали фосили, о еволуцији ових алги се зна доста. Сматра се да су настале у јури (тада су се највероватније одвојиле од златних алги), а свој „процват“ имале у креди. Центрични облици са радијалном симетријом су настали први, а тек у палеогену су настали пенатни облици чији је панцир издужен и билатерално симетричан. Нешто касније у том добу су почеле да освајају и слатке воде, јер су се прво појавиле у морима. Тек се код слатководних облика развија шав. У неогену, осим слатководних, ове алге освајају и друга станишта. У квартару интензивно настају нове врсте са све сложенијом грађом панцира. Флора овог периода је веома слична данашњој. Иако су еволуционо млада група организама, њихов број прелази 10.000 (укључујући и фосилне врсте).

## Систематика
Постоји више предложених класификација према различитим критеријумима, али су главни — морфологија панцира и облик и структура рафе.
- Блаженчић ове алге сврстава у раздео Bacillariophyta кога чине две класе: Centrophyceae и Pennatophyceae у зависности од симетрије панцира.[1]

- Јерковић и Јуриљ су предложили класификацију засновану на облику и структури рафе. Класа Diatomophyceae обухвата два реда: Pororhaphales чији представници имају рафу у облику поре и Tomorhaphales које имају „праву“ рафу.[2]